# Facções do Partido Nacionalista da China

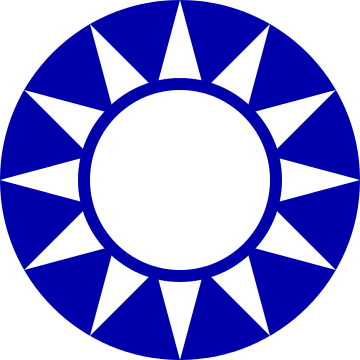
Simbolo do Partido Nacionalista, Céu azul com sol branco.

As Facções do Partido Nacionalista da China ou Kuomintang, e ainda, Guomindang, são diferentes grupos políticos de simpatizantes, apoiadores ou membros do Partido Nacionalista da China (Kuomintang, KMT) que possuem crenças e visões politicas diferentes sobre a ideologia do partido, o Tridemismo. Após a morte do fundador do Partido Nacionalista da China (Kuomintang), Sun Yat-sen, em Março de 1925, a visão sobre o tridemismo e o partido acabaram por se dividir em diferentes facções politicas e ideológicas: 
Dentre as principais, a facção de esquerda, liderada principalmente por Wang Jingwei, Lin Sen, Li Jishen e Soong Ching-ling, reivindicava ser a sucessora do legado de Sun Yat-sen e do Tongmenghui, por outro lado, a facção de direita liderada por Chiang Kai-shek, Li Zongren e Bai Chongxi, controlava de fato o partido desde 1926, seus pontos e objetivos eram:
- Facção Esquerda (Kuomintang de Esquerda)
  - Implementar o modelo de socialismo determinado por Sun Yat-sen em suas obras;[5]
  - Criar um estado revolucionário de carácter anticapitalista;[6]
  - Dar inicio a redistribuição de terras;[7][8]
  - Continuar a aliança com o Partido Comunista da China;
  - Implementar o Dang Guo (governo semelhante ao atual governo da República Popular da China)[9]
  - Detinha o apoio de camponeses e pequenos comerciantes entre o sul e centro da China[10][11]
  - Defesa o anti-imperialismo e a independência econômica e politica.
- Facção Direita
  - Criar um estado autoritário e centralizado;[12]
  - Detinha o apoio da pequena burguesia chinesa, concentrada principalmente em Xangai e Guangzhou;[10]
  - Tinha como meta combater o Comunismo e toda forma de Socialismo, o que incluía deter e expurgar o Partido Comunista;[13]
  - Ainda se defendia o anti-imperialismo, o que atrasou a criação de relações diplomáticas com o ocidente;

Depois da proclamação da República Popular da China, em Outubro de 1949, a facção de esquerda do Partido Nacionalista migrou para o Partido Comunista, como Soong Ching-ling (esposa de Yat-sen) fez ou criaram seu próprio Partido Nacionalista na China continental, o Comitê Revolucionário do Partido Kuomintang da China, fundado por Li Jishen em 1948, sendo um dos partidos legalizados na China continental. Por outro lado, a facção direita do Partido Nacionalista, liderada ainda por Chiang Kai-Shek, buscou desvincular-se do socialismo originalmente promovido pelo partido e migrou o governo da República da China para a ilha de Taiwan entre 1949 e 1950.

## História

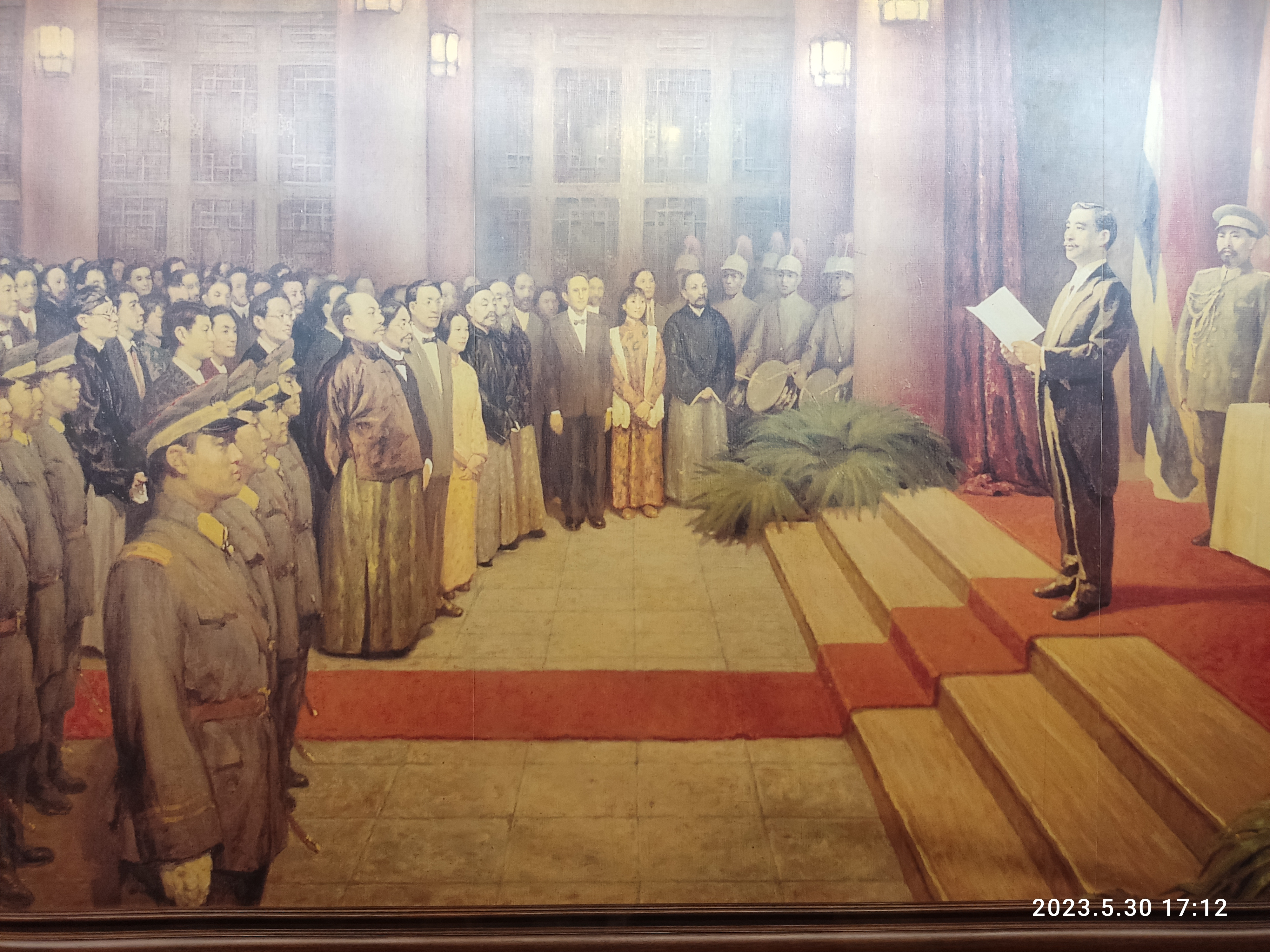
Sun Yat-sen em 1912, formalizou o Kuomintang como um partido, após ser empossado como presidente da China (imagem).

O Partido Nacionalista da China, chamado por Kuomintang (KMT) ou Guomindang (GMD), foi o sucessor da organização revolucionária Tongmenghui, fundada em 1905 a partir de uma fusão de outras sociedades, por Sun Yat-sen. Este partido foi crucial para a fundação da República da China em 1912 e a Revolução Xinhai em 1911, evento antecedente que destronou o imperador Pu Yi. O Partido Nacionalista havia sido fundado em 1912 como um partido de carácter revolucionário, socialista (Ideologia Socialista do Kuomintang) e republicano. Apesar disso, o partido não era de extrema-esquerda e não tinha o pensamento marxista como base central, bem como muitos de seus simpatizantes e apoiadores iniciais eram camponeses, trabalhadores, universitários ou comerciantes de classe baixa, religiosos ou socialmente conservadores.

### Ideologia do Kuomintang
O pensamento tridemista, ou Três Princípios do Povo, são compostos pelos princípios de Nacionalismo, Democracia e Bem-estar Social, atribuído este ultimo como do espectro socialista, isto é, uma ideia que pertence ou está relacionado ao campo do socialismo.
- Nacionalismo: Nacionalismo de esquerda, Anti-imperialismo, Autogovernação e Autodeterminação.
- Democracia: Sistema de partido dominante (Dang Guo), criação dos Cinco Poderes (Executivo, Judiciario, Legislativo, Exame e Controle)
- Bem-Estar Social: Socialismo e a Equalização da propriedade de terras.[5]

### Relação com o estrangeiro
Estes posicionamentos garantiram o apoio de algumas entidades de esquerda, como a União Soviética e partidos de cunho comunista, tal como o Partido Comunista da Grã-Bretanha. O Partido Nacionalista era anti-imperialista, e apontava o ocidente, em especial a Europa, como causa dos problemas incluídos no contexto do Século da humilhação: Por tal comportamento e posição politica, o partido era criticado ou visto como uma ameaça em cidades estrangeiras na China, como as concessões internacionais próximas a Xangai, o que levou a alguns conflitos com a Grã-Bretanha e a França na região sul da China.

### Relação com o Partido Comunista da China
Quando o Partido Comunista da China foi fundado em 1921, seu núcleo de membros era majoritariamente formado por simpatizantes de Sun Yat-sen, como Mao Zedong e Zhou Enlai. Em 1924, durante o 1º Congresso Nacional do Kuomintang, o Partido Comunista, até então integrado ao Partido Nacionalista, se comprometeu em se aliar militarmente com os nacionalistas, dando inicio a Primeira Frente Unida.

### Morte de Sun Yat-sen (1925)
Em Março de 1925, o secretário-geral do Partido Nacionalista, Sun Yat-sen, morreu, deixando um vacuo de poder ocupado brevemente por Hu Hanmin. Durante o 2º Congresso Nacional do Kuomintang, nas 4ª e 5ª sessões, o general Chiang Kai-shek assumiu o poder do partido e virou o novo secretário-geral.

### Inicio da Divisão (1927)

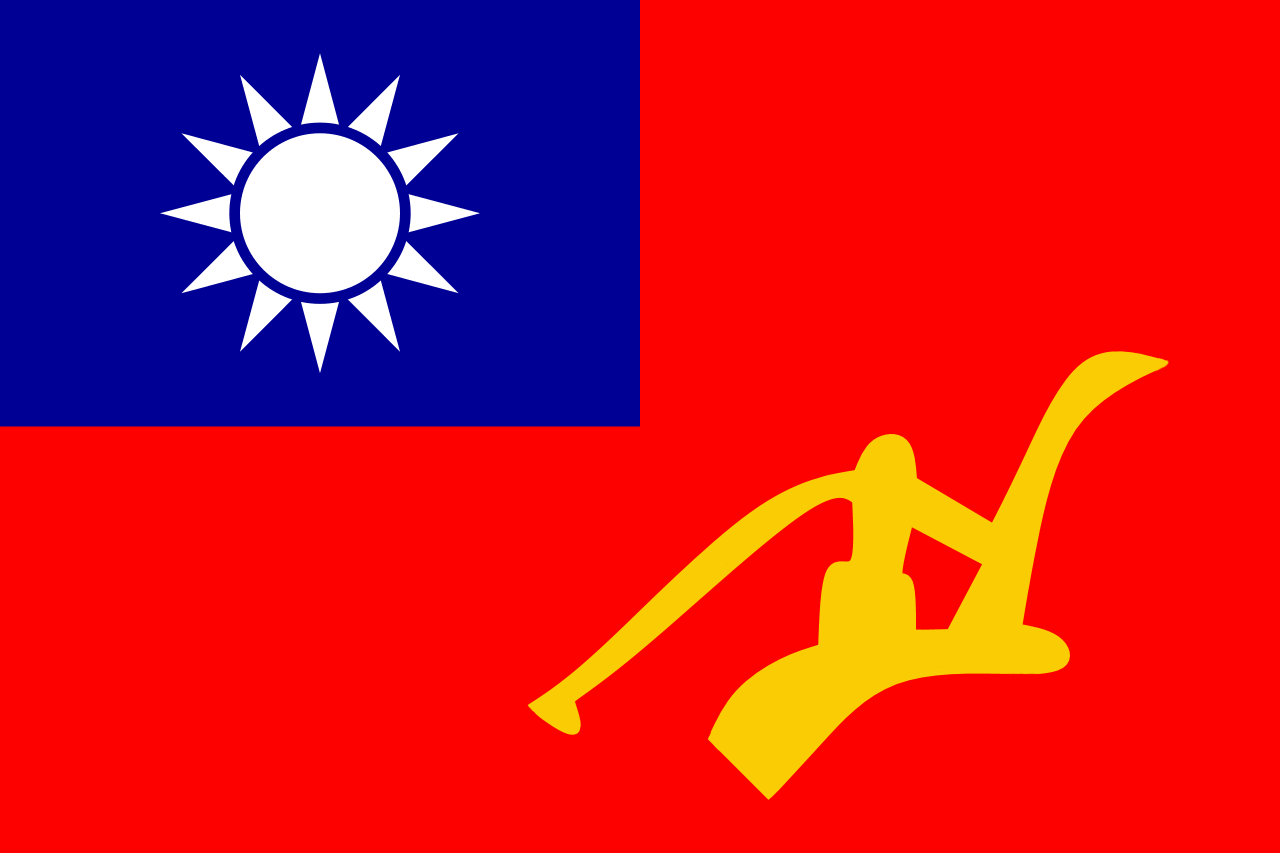
Bandeira, alegada, a ser usada pela facção esquerda do Partido.

Durante os primeiros anos de poder, de 1926 e 1927, Chiang Kai-Shek governou o partido e unificou a China junto do Partido Comunista sem muitas dificuldades. Todavia, Chiang Kai-Shek passou a abandonar a ideologia socialista e buscou um estilo ocidental de autoritarismo, que foi criticado por Wang Jingwei e Lin Sen;[carece de fontes?] Em Abril de 1927, ocorre o episódio do Massacre de Xangai e vários membros do Partido Comunista foram executados a mando de Kai-Shek. Após o massacre, o Partido Nacionalista condenou a ação e Chiang Kai-Shek foi pressionado a renunciar como presidente da China. De ínicio, Chiang Kai-Shek negou e Wang Jingwei criou, em resposta, um governo paralelo em Wuhan que foi dissolvido pelo Exército Revolucionário e Chiang renunciou a presidencia, mas manteve-se como líder do partido ainda.
Por outro lado, o massacre também gerou outra tensão, o Partido Comunista em Agosto de 1927 deixou de corresponder ao Partido Nacionalista e pequenos conflitos, inicialmente de pequena escala, começaram a acontecer. Este é o inicio da Guerra Civil Chinesa, que fez com que os membros de esquerda do Partido Nacionalista, por serem contra Chiang Kai-Shek ou discordarem do novo posicionamento do partido, se mudarem para o Partido Comunista. Wang Jingwei continuou dentro do partido até 1939 se moveu para o Kuomintang (Wang Jingwei), um novo partido paralelo, que controlava os governos colaboracionistas do Império do Japão.

### Aprofundamento da Divisão (1948)
Depois da Segunda Guerra Mundial e a Segunda Guerra Sino-Japonesa, a Guerra Civil Chinesa havia se iniciado novamente em 1946, pois o Partido Comunista e o Nacionalista não haviam conseguido chegar em uma conclusão de como controlariam o governo da China em conjunto, além de que, o poder do partido continuava a ser concentrado nas mãos da facção direita, liderada ainda por Chiang Kai-Shek. Em 1948, Li Jishen funda o Comitê Revolucionário do Partido Kuomintang da China, chamado comumente de "Kuomintang de Esquerda", que foi reconhecido e legalizado pelo Partido Comunista da China, com ele participando dos congressos e atividades do governo e até tendo membros que assumiram cargos relevantes dentro da República Popular da China. Por outro lado, o Partido Nacionalista, agora controlado quase que totalmente pela facção direita, se moveu para Taiwan, realocando o governo da República da China para a ilha e construindo um novo governo por lá.

### Morte de Chiang Kai-Shek (1975)
A Facção de Extrema-Direita se converteu em uma Centro-Direita após a morte de Chiang Kai-Shek em 1975. Seu filho, Chiang Ching-kuo, revogou a lei marcial em Taiwan, vigente desde os anos 1940 e deu inicio a um processo de democratização junto de Lee Teng-hui.

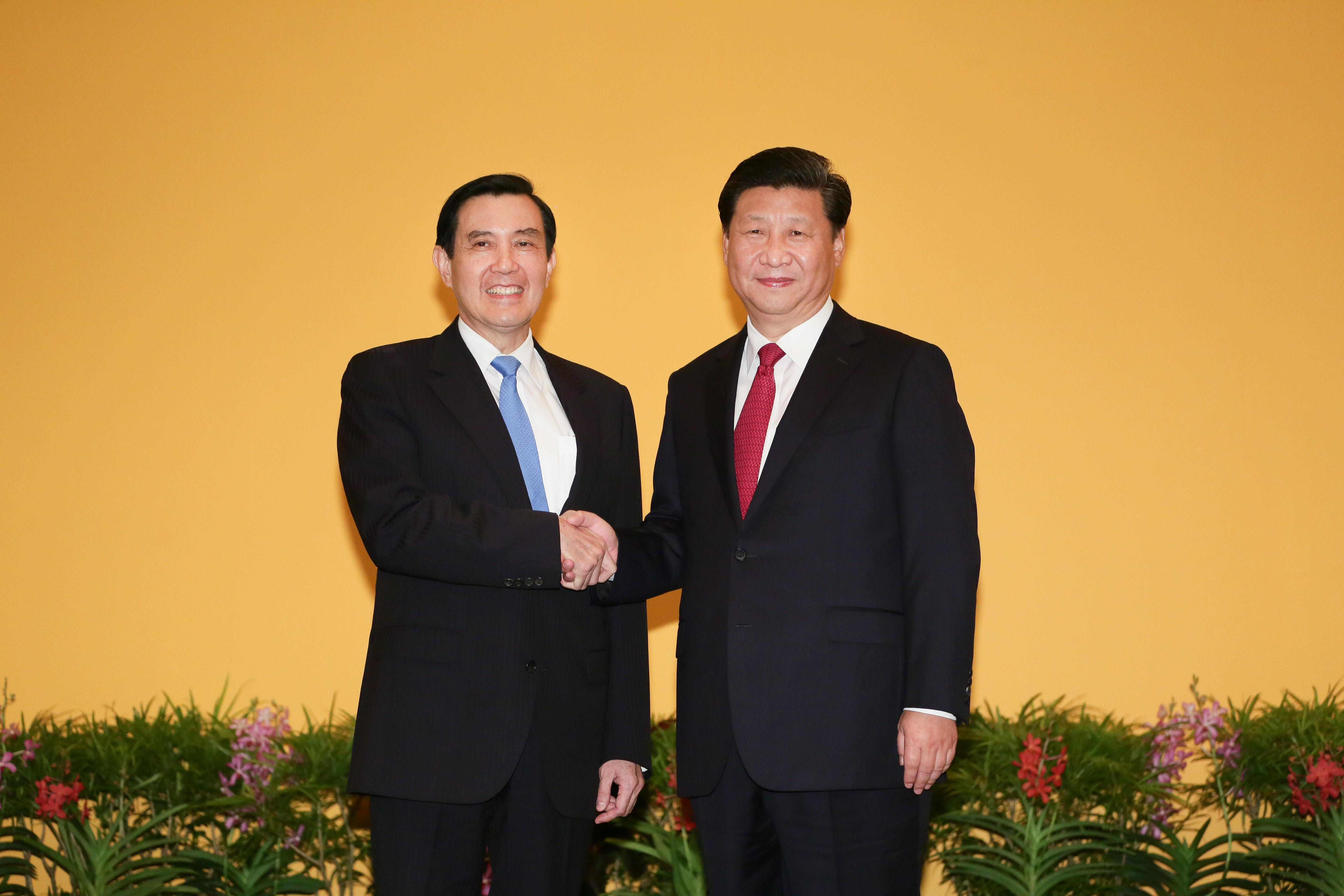
Ma Ying-Jeou e Xi Jinping se encontraram em 2015 na China Continental. (imagem)

### Transição Ideológica do Partido (1990)
A Partir do final dos anos de 1990, o Partido Nacionalista passou a fazer pequenas interações com o Partido Comunista. Estas relações, mesmo que pequenas, começaram a aos poucos a reconciliar, ideologicamente, os partidos e a facção de esquerda passou a crescer gradualmente dentro do partido, buscando solucionar a questão de Taiwan e abordar, quando eleito, um governo alternativo do partido rival, o Partido Democrático Progressista. Um dos notáveis lideres nacionalistas que faz parte da facção esquerda e conseguiu alcançar o poder do partido e do país é o ex-presidente Ma Ying-jeou, que chegou a visitar o Mausoléu de Sun Yat-sen e teve encontros com o líder chinês Xi Jinping.
Atualmente o partido continua levemente dividido, principalmente devida a existência do Comitê Revolucionário do Partido Kuomintang da China.[carece de fontes?]

## Diferenças Ideológicas
| Facções           | Anos de Atuação | Principais Líderes Históricos                      | Pensamentos | Ideologias Alinhadas ou Próximas                                         |
| ----------------- | --------------- | -------------------------------------------------- | --- | ------------------------------------------------------------------------ |
| Esquerda          | Desde 1927      | Wang Jingwei, Lin Sen, Li Jishen, Soong Ching-ling | - Aliança com o Partido Comunista da China - Anti-imperialismo - Socialismo - Politica Dang Guo - Antifascismo - Autogovernação - Autodeterminação | - Três Princípios do Povo - Maoismo - Ideologia Socialista do Kuomintang |
| Centro-Direita    | Desde 1975      | Chiang Ching-kuo, Li Zongren, Lee Teng-hui         | - Democracia - Bem-estar social - Autogovernação - Autodeterminação                                                                                | - Três Princípios do Povo - Liberalismo                                  |
| Extrema-Direita   | 1927 - 1950     | Chiang Kai-shek                                    | - Centralismo - Unipartidarismo - Autoritarismo - Anticomunismo                                                                                    | - Fascismo - Chianguismo                                                 |
| Colaboracionistas | 1940 - 1945     | Wang Jingwei                                       | - Anticomunismo | - Pan-Asianismo                                                          |